# ماری لبور
ماری ویکتوار لِبور (انگلیسی: Marie Lebour; ۲۰ اوت ۱۸۷۶ – ۲ اکتبر ۱۹۷۱) زیست‌شناس دریایی بریتانیایی بود که به خاطر مطالعاتش دربارهٔ چرخه‌های زندگی جانوران دریایی مختلف شناخته شده است. او در طول دوران حرفه‌ای طولانی خود بیش از ۱۷۵ اثر منتشر کرد. ماری لبور عضو انجمن لینه‌ای و دارای عضویت مادام‌العمر انجمن جانورشناسی و عضو انجمن زیست‌شناسی دریایی بریتانیا بود.

## زندگی اولیه و تحصیلات
ماری لِبور در ۲۰ اوت ۱۸۷۶ در وودبرن، نورث‌آمبرلند به عنوان کوچک‌ترین فرزند از سه دختر امیلی و جورج لِبور به دنیا آمد. پدرش استاد زمین‌شناسی بود و ماری مرتباً در سفرهای علمی او شرکت می‌کرد و نمونه‌هایی برای مجموعه‌های شخصی خود جمع‌آوری می‌نمود. او در کالج آرمسترانگ هنر خواند و سپس به دانشگاه دورهام رفت، جایی که مدارک متعددی در رشته جانورشناسی دریافت کرد: مدرک کاردانی در ۱۹۰۳، کارشناسی در ۱۹۰۴، کارشناسی ارشد در ۱۹۰۷ و دکترا در ۱۹۱۷.

## فعالیت‌های حرفه‌ای و تحقیقاتی
در سال ۱۹۰۰ و پیش از آغاز تحصیلات علمی خود، لِبور کار تحقیقاتی را با مقاله‌ای دربارهٔ نرم‌تنان خشکی و آب‌های شیرین در نورثامبرلند شروع کرد. در حالی که برای مدرک کارشناسی ارشد خود مطالعه می‌کرد، در دانشگاه دورهام به عنوان کارمند مشغول به کار بود. از ۱۹۰۶ تا ۱۹۰۹ به عنوان نمایش‌دهنده در گروه جانورشناسی دانشگاه لیدز فعالیت کرد و از ۱۹۰۹ تا ۱۹۱۵ نیز به عنوان استادیار مشغول بود.
حرفه تحقیقاتی حرفه‌ای لِبور به‌طور کامل در آزمایشگاه انجمن زیست‌شناسی دریایی در پلیموث انجام شد، جایی که در سال ۱۹۱۵ به تیم تحقیقاتی پیوست. او تا سال ۱۹۴۶ عضو تمام‌وقت و پس از آن تا زمانی که در سال ۱۹۶۴ به دلیل مشکلات سلامتی نتوانست به تحقیقات ادامه دهد، عضو افتخاری بود.
علایق اصلی تحقیقاتی او مراحل لاروی ترماتودها (برخی گونه‌های آن انگل نرم‌تنان هستند) و خود نرم‌تنان بود. او در طول دوران حرفه‌ای خود بیش از ۱۰۰ مقاله در این زمینه‌ها منتشر کرد. او همچنین روی میکروپلانکتون‌ها کار کرد و حداقل ۲۸ گونه جدید را کشف نمود که در دو کتاب فهرست‌بندی کرد. پس از انتشار این کتاب‌ها، لِبور از شیشه‌های پلانکتونی تازه اختراع شده برای مطالعه بهتر مراحل تخم و لاروی کریل در اقیانوس اطلس شمالی، قطب جنوب و برمودا استفاده کرد. او همچنین کارهای تحسین‌برانگیزی دربارهٔ تخم‌ها و لاروهای ماهی خمسی، شاه‌ماهی و ساردین منتشر کرد و تحقیقاتی نیز در غرب آفریقا انجام داد.

## مشارکت‌های علمی و جوامع تخصصی
علاوه بر تحقیقات، لِبور عضو فعال جامعه علمی بود. او از اولین گروه دانشمندان‌ای بود که در سال ۱۹۲۳ به انجمن زیست‌شناسی تجربی پیوستند تا همکاری و تبادل ایده داشته باشند، که به تثبیت بیشتر شهرت او به عنوان چهره‌ای پیشرو در زمینه زیست‌شناسی دریایی کمک کرد.

## بازنشستگی و سال‌های پایانی
لِبور در سال ۱۹۴۵ در سن ۷۰ سالگی بازنشسته شد، اما تا ۸۸ سالگی به کار در آزمایشگاه و انتشار مقالات ادامه داد تا زمانی که ضعف بینایی مانع از کار او با میکروسکوپ شد. لِبور عضو چندین انجمن حرفه‌ای بود. او عضو انجمن لینه‌ای، عضو مادام‌العمر انجمن جانورشناسی و عضو انجمن زیست‌شناسی دریایی بریتانیا بود. گونه‌های متعددی از دینوفلاژله‌ها به نام او نامگذاری شده‌اند، از جمله جنس‌های لِبورایا و لِبوریدینیوم و گونه‌های پلی‌کریکوس لِبورِه و کوچلودینیوم لِبورِه. همکارانش او را به نیکی به یاد می‌آوردند.